# RAB27B
RAB27B (англ. RAB27B, member RAS oncogene family) – білок, який кодується однойменним геном, розташованим у людей на довгому плечі 18-ї хромосоми. Довжина поліпептидного ланцюга білка становить 218 амінокислот, а молекулярна маса — 24 608.
| 10         |  | 20         |  | 30         |  | 40         |  | 50         |
| ---------- |  | ---------- |  | ---------- |  | ---------- |  | ---------- |
| MTDGDYDYLI |  | KLLALGDSGV |  | GKTTFLYRYT |  | DNKFNPKFIT |  | TVGIDFREKR |
| VVYNAQGPNG |  | SSGKAFKVHL |  | QLWDTAGQER |  | FRSLTTAFFR |  | DAMGFLLMFD |
| LTSQQSFLNV |  | RNWMSQLQAN |  | AYCENPDIVL |  | IGNKADLPDQ |  | REVNERQARE |
| LADKYGIPYF |  | ETSAATGQNV |  | EKAVETLLDL |  | IMKRMEQCVE |  | KTQIPDTVNG |
| GNSGNLDGEK |  | PPEKKCIC   |  |            |  |            |  |            |

A: Аланін

C: Цистеїн

D: Аспарагінова кислота

E: Глутамінова кислота

F: Фенілаланін

G: Гліцин

H: Гістидин

I: Ізолейцин

K: Лізин

L: Лейцин

M: Метіонін

N: Аспарагін

P: Пролін

Q: Глутамін

R: Аргінін

S: Серин

T: Треонін

V: Валін

W: Триптофан

Кодований геном білок за функцією належить до ліпопротеїнів. 
Задіяний у таких біологічних процесах, як ацетилювання, метилювання. 
Білок має сайт для зв'язування з нуклеотидами, ГТФ. 
Локалізований у мембрані.